# AS Togo-Port
Association Sportive Togo-Port là một câu lạc bộ bóng đá Togo có trụ sở ở Lomé, thi đấu ở hạng cao nhất của bóng đá Togo. Sân nhà của đội bóng là Stade Agoè-Nyivé.
Giai đoạn 2005–07 Tiliwa Kidiba (sinh 11 tháng 10 năm 1984) là tiền đạo của AS Togo Port ghi 30 bàn trong 54 trận đấu và giúp AS Togo Port FC giành chức vô địch năm 2006.

## Thành tích
- Togolese Championnat National: 1
- Vô địch: 2017

## Đội hình
Ghi chú: Quốc kỳ chỉ đội tuyển quốc gia được xác định rõ trong điều lệ tư cách FIFA. Các cầu thủ có thể giữ hơn một quốc tịch ngoài FIFA.
| Số | VT | Quốc gia | Cầu thủ              |
| -- | -- | -------- | -------------------- |
| 1  | TM | Togo     | Jean Robert Klomegan |
| 10 | TV | Togo     | Kokou Donou          |

| Số | VT | Quốc gia | Cầu thủ                  |
| -- | -- | -------- | ------------------------ |
| 16 | TM | Togo     | Abdoul Nassirou Omouroun |
| 18 | TĐ | Togo     | Mawuli Adika             |